# Ogólnopolski szlak kaplic loretańskich

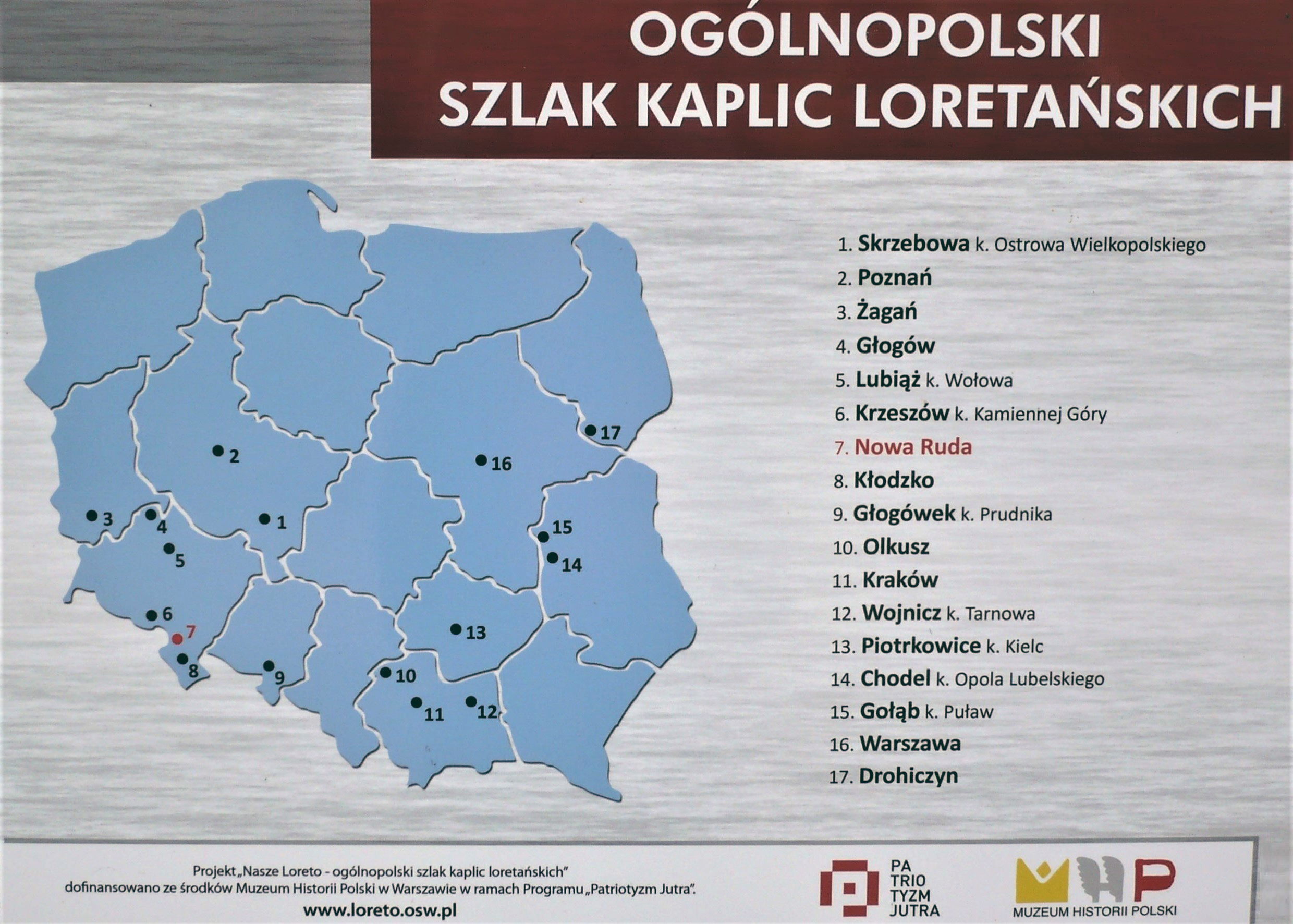
Tablica informacyjna

Ogólnopolski szlak kaplic loretańskich – znany pod pełną nazwą Nasze Loreto - ogólnopolski szlak kaplic loretańskich, powstał w ramach projektu Patriotyzm Jutra, dofinansowanego przez Muzeum Historii Polski w Warszawie.

## Przebieg szlaku
| Nr | Nazwa                                                         | Miejscowość | Zdjęcie |
| -- | ------------------------------------------------------------- | ----------- | ------- |
| 1  | Ruiny kaplicy                                                 | Skrzebowa   |         |
| 2  | Kaplica w kościele pw. św. Franciszka Serafickiego            | Poznań      |         |
| 3  | Kaplica zamkowa, loretańska (nieistniejąca), kaplica z XIX w. | Żagań       |         |
| 4  | Kaplica w kościele pw. św. Mikołaja                           | Głogów      |         |
| 5  | Kaplica w kościele pw. WNMP                                   | Lubiąż      |         |
| 6  | Kaplica w bazylice WNMP                                       | Krzeszów    |         |
| 7  | Kaplica loretańska                                            | Nowa Ruda   |         |
| 8  | Kaplica w kościele pw św. Jerzego i św. Wojciecha             | Kłodzko     |         |
| 9  | Domek loretański                                              | Głogówek    |         |
| 10 | Kaplica w bazylice kolegiacka pw. św. Andrzeja                | Olkusz      |         |
| 11 | Domek loretański                                              | Kraków      |         |
| 12 | Kaplica Matki Boskiej Loretańskiej z 1905 r.                  | Wojnicz     |         |
| 13 | Kaplica w kościele pw. Zwiastowania Pańskiego                 | Piotrkowice |         |
| 14 | Kościół Matki Boskiej Loretańskiej (ruina)                    | Chodel      |         |
| 15 | Domek loretański                                              | Gołąb       |         |
| 16 | Kościół Matki Bożej Loretańskiej                              | Warszawa    |         |
| 17 | Kaplica w kościele franciszkanów                              | Drohiczyn   |         |